# 연푸른부전나비
연푸른부전나비(학명 : Polyommatus icarus)는 나비목 호랑나비상과 부전나비과에 속하는 나비의 일종이다. 유럽, 북아메리카, 온대 아시아에 분포한다. 유럽푸른부전나비라고도 한다. 문화어로는 '연한물빛숫돌나비'로 불린다.

## 특징
날개 편 길이는 3cm이다. 수컷의 날개는 청색이고 암컷의 날개는 갈색이며 수수하다. 암수 모두 날개 가장자리는 검은갈색이다. 애벌레는 콩과식물을 먹는다. 한반도에서는 동북부 지방 산지의 습한 풀밭에 국지적으로 분포한다. 연 1회 발생하며, 7월부터 8월 말에 걸쳐 나타난다. 러시아 극동 지역에서는 연 1~2회 발생하며, 5월부터 10월에 걸쳐 나타난다.

## 갤러리

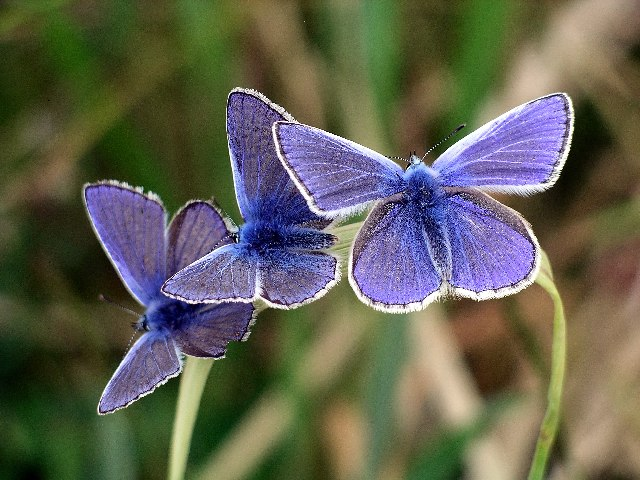
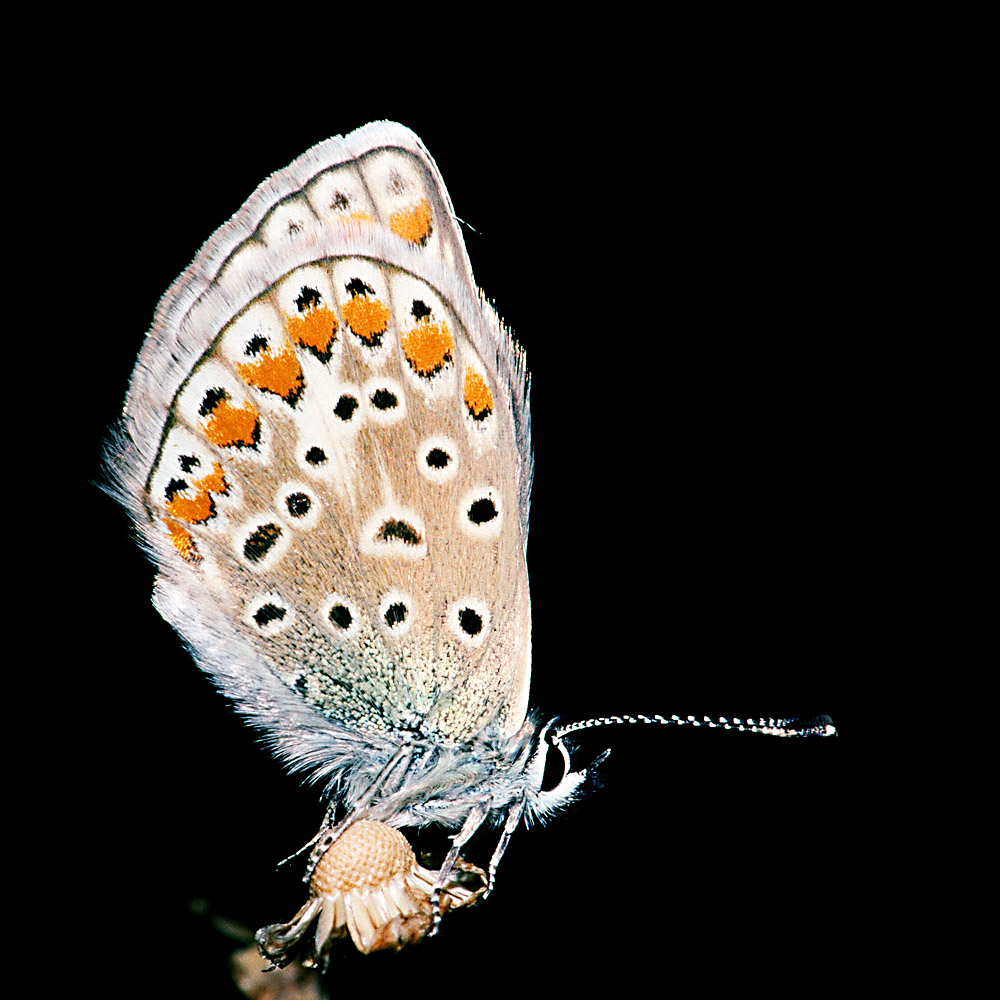
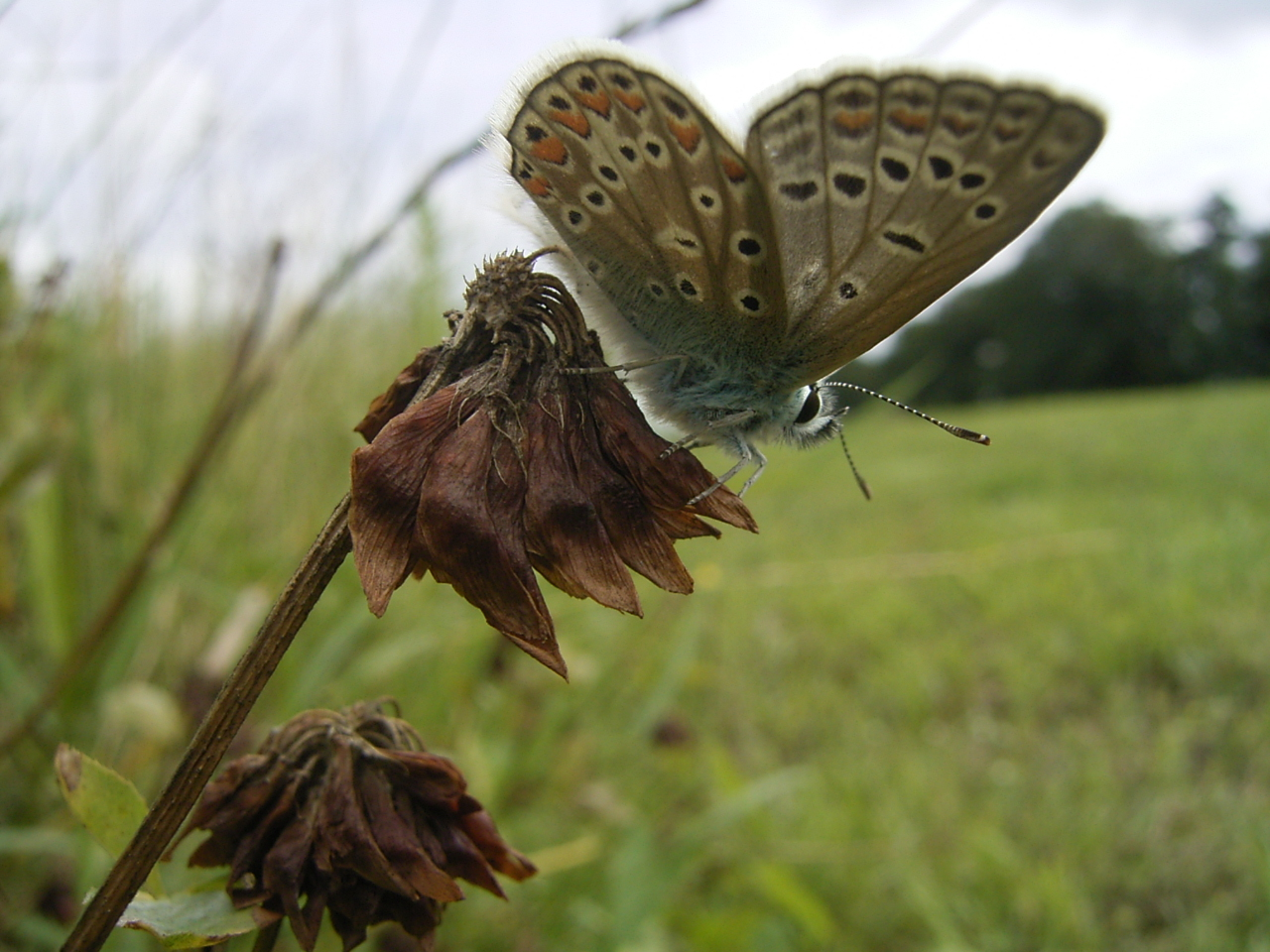
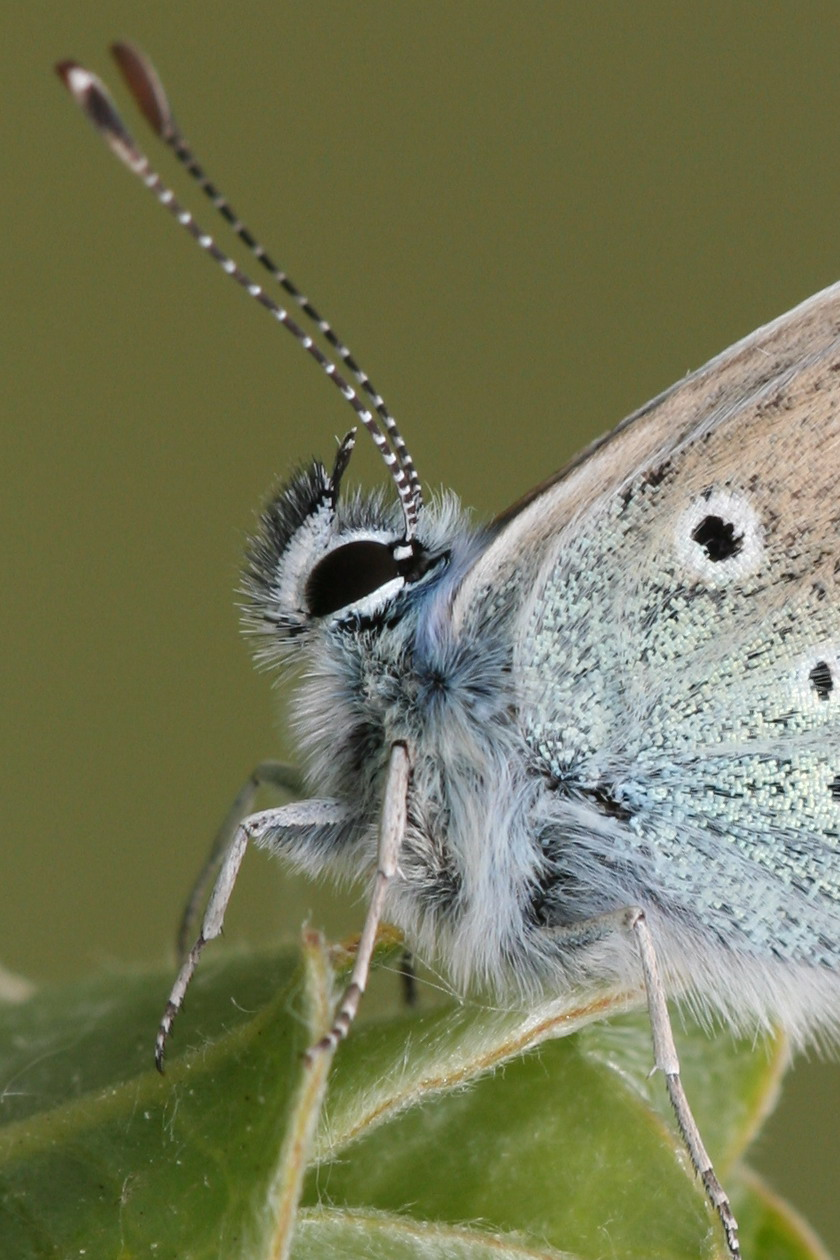
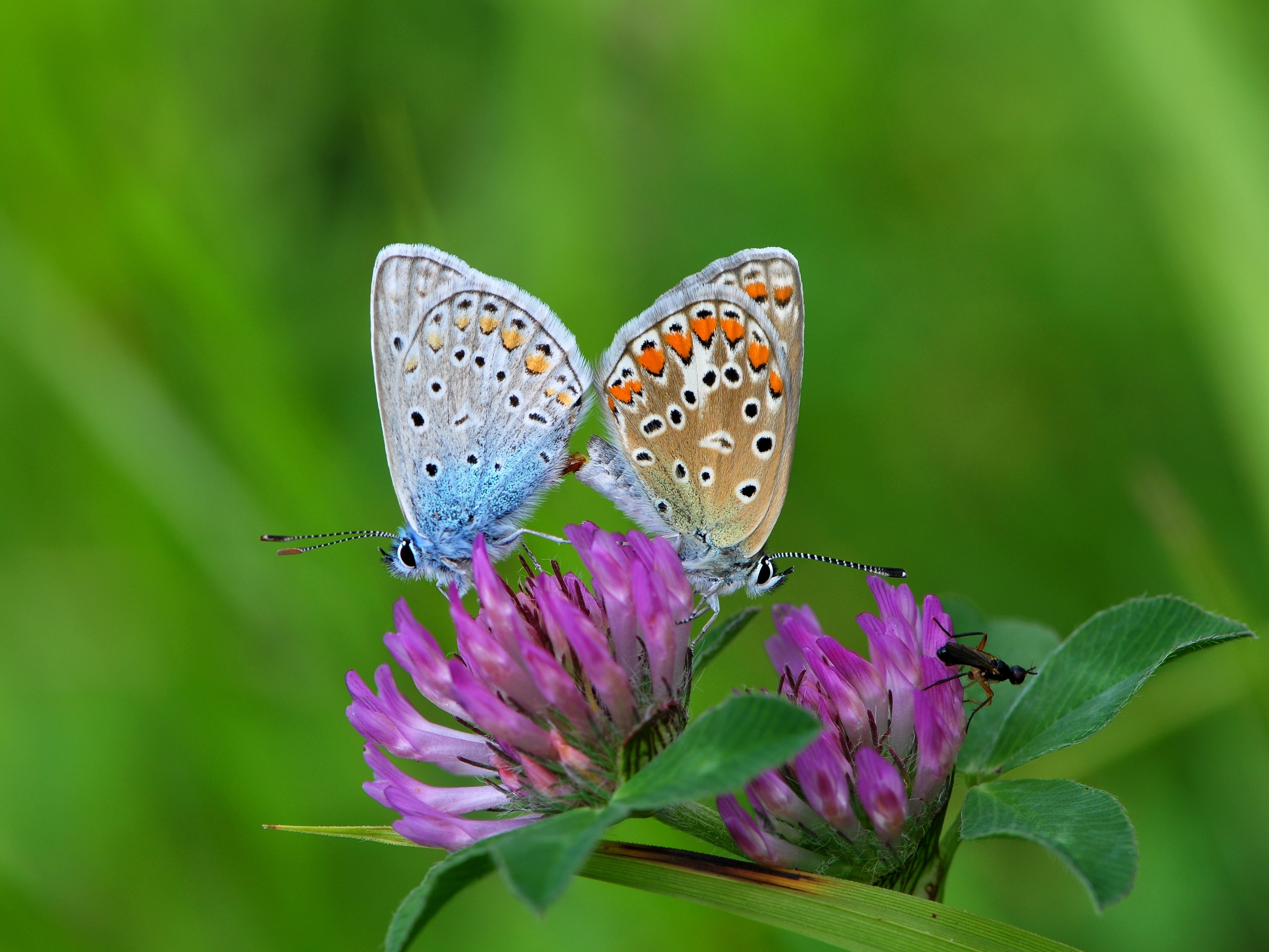
암수가 짝짓기를 하고있다.
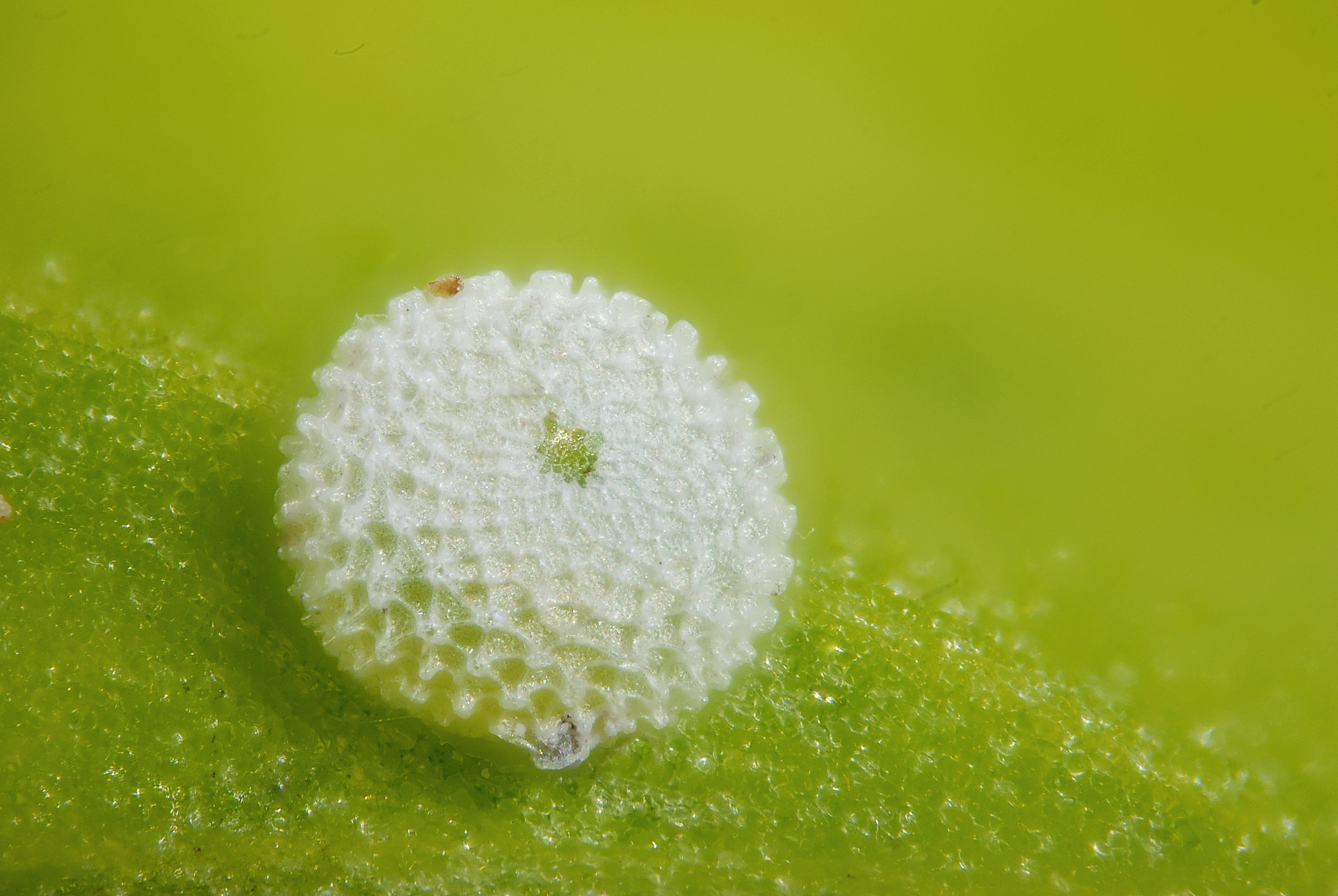
알

## 참고 문헌
- 백문기, 신유항 (2014. 6. 9). 《한반도 나비 도감,》. 자연과생태. ISBN 9788997429400.